# Euphorbia teke
Euphorbia teke är en törelväxtart som beskrevs av Georg August Schweinfurth och Ferdinand Albin Pax. Euphorbia teke ingår i släktet törlar, och familjen törelväxter. Inga underarter finns listade i Catalogue of Life.